# Terrehault
Terrehault là một xã trong tỉnh Sarthe ở tây bắc nước Pháp. Xã này có diện tích 5,8 km2, dân số cuối năm 2006 là 96 người.